# Brahim Chergui
Brahim Chergui (1922–2016), conhecido como H'mida foi um militar revolucionário durante a Guerra de Independência Argelina. H'mida foi o primeiro líder da Zona Autonome d'Alger (ZAA). Chergui foi capturado pelos pára-quedistas franceses no dia 24 de fevereiro de 1957. Ele foi colocado na cela ao lado de Larbi Ben M'hidi. Chergui foi severamente torturado e foi preso na prisão Serkadji, em Argel até ser liberada quando a Argélia ganhou a independência em 1962. Chergui morreu aos 94 anos de idade no Hospital Militar Aïn Naâdja em Argel em 7 de janeiro de 2016.